# Liste der denkmalgeschützten Objekte in Unzmarkt-Frauenburg
Die Liste der denkmalgeschützten Objekte in Unzmarkt-Frauenburg enthält die 14 denkmalgeschützten, unbeweglichen Objekte der Gemeinde Unzmarkt-Frauenburg im steirischen Bezirk Murtal.

## Denkmäler
| Foto |                 | Denkmal                                                                              | Standort                                      | Beschreibung | Metadaten |
| ---- | --------------- | ------------------------------------------------------------------------------------ | --------------------------------------------- | --- | --- |
| ja   | Datei hochladen | Burgruine HERIS-ID: 77377 Objekt-ID: 91005                                           | Burgstraße Standort KG: Frauenburg            | Dieser Teil der Ruinen der Vorburg der Burg Frauenburg dient als äußeres Tor zur Pfarrkirche. | BDA-Hist.: Q38149158 Status: § 2a Stand der BDA-Liste: 2025-06-30 Name: Burgruine GstNr.: 429 Vorburg Frauenburg                                                                             |
| ja   | Datei hochladen | Pfarrhof HERIS-ID: 77373 Objekt-ID: 91001                                            | Burgstraße 45 Standort KG: Frauenburg         | Der ehemalige Pfarrhof hat ein Walmdach, schmiedeeiserne Rokoko-Fensterkörbe und einen römischen Inschriftenstein. | BDA-Hist.: Q38149134 Status: § 2a Stand der BDA-Liste: 2025-06-30 Name: Pfarrhof GstNr.: .77                                                                                                 |
| ja   | Datei hochladen | Friedhofskreuz HERIS-ID: 51049 Objekt-ID: 56606                                      | bei Burgstraße 45 Standort KG: Frauenburg     | Anmerkung: Friedhof | BDA-Hist.: Q38043427 Status: § 2a Stand der BDA-Liste: 2025-06-30 Name: Friedhofskreuz GstNr.: .76                                                                                           |
| ja   | Datei hochladen | Mesnerhaus HERIS-ID: 77374 Objekt-ID: 91002                                          | Burgstraße 46 Standort KG: Frauenburg         | | BDA-Hist.: Q38149143 Status: § 2a Stand der BDA-Liste: 2025-06-30 Name: Mesnerhaus GstNr.: .78 Mesnerhaus Frauenburg                                                                         |
| ja   | Datei hochladen | Kapelle Schwarzenberg HERIS-ID: 77441 Objekt-ID: 91070                               | bei Poststraße 6 Standort KG: Frauenburg      | | BDA-Hist.: Q38149378 Status: § 2a Stand der BDA-Liste: 2025-06-30 Name: Kapelle Schwarzenberg GstNr.: 931                                                                                    |
| ja   | Datei hochladen | Kath. Pfarrkirche hl. Jakob der Ältere und Friedhof HERIS-ID: 51048 Objekt-ID: 56605 | Standort KG: Frauenburg                       | → Hauptartikel : Pfarrkirche Frauenburg f1 | BDA-Hist.: Q38043418 Status: § 2a Stand der BDA-Liste: 2025-06-30 Name: Kath. Pfarrkirche hl. Jakob der Ältere und Friedhof GstNr.: .76 Saint James the Greater Church (Unzmarkt-Frauenburg) |
| ja   | Datei hochladen | Burgruine Frauenburg HERIS-ID: 36908 Objekt-ID: 35972                                | Burgstraße 48, bei Standort KG: Frauenburg    | Urkundlich erstmals 1248 erwähnt, war die Burg der Lieblingssitz des Minnesängers Ulrich von Liechtenstein. Sie wurde durch Rudolf IV. Ende des 14./15. Jahrhunderts unter Zuziehung italienischer Meister erweitert. 1437–1656 im Besitz der Stubenberger, ab 1666 in dem der Schwarzenberg. Die Burg verfiel ab Anfang des 19. Jahrhunderts, ab 1952 erfolgten Sicherungs- und Wiederaufbauarbeiten u. a. des z. T. eingestürzten Palas. An der Talseite des turmartigen Baus zwei Geschoße mit gekuppelten Rundbogenfenstern mit romanischen Säulen. Die tiefer gelegenen Wohngebäude sind später entstanden. Gotische Rippengewölbe der 1434 erbauten Martinskapelle sind in Fragmenten erhalten. | BDA-Hist.: Q1015290 Status: Bescheid Stand der BDA-Liste: 2025-06-30 Name: Burgruine Frauenburg GstNr.: .74, 426/2 Burgruine Frauenburg                                                      |
| ja   | Datei hochladen | hl. Johannes Nepomuk HERIS-ID: 77418 Objekt-ID: 91047                                | bei Kirchengasse 8 Standort KG: Unzmarkt      | Die lebensgroße Steinstatue des hl. Johann Nepomuk stammt aus dem 2. Viertel des 18. Jahrhunderts und von Balthasar Prandtstätter. | BDA-Hist.: Q38149292 Status: § 2a Stand der BDA-Liste: 2025-06-30 Name: hl. Johannes Nepomuk GstNr.: 31                                                                                      |
| ja   | Datei hochladen | Pfarrhaus Unzmarkt HERIS-ID: 77413 Objekt-ID: 91042                                  | Kirchengasse 8 Standort KG: Unzmarkt          | | BDA-Hist.: Q38149260 Status: § 2a Stand der BDA-Liste: 2025-06-30 Name: Pfarrhaus Unzmarkt GstNr.: .5                                                                                        |
| ja   | Datei hochladen | Schule HERIS-ID: 77442 Objekt-ID: 91071                                              | Schulgasse 3 Standort KG: Unzmarkt            | Die Schule wurde 1912 nach Plänen von Alois Hackl erbaut. | BDA-Hist.: Q38149393 Status: § 2a Stand der BDA-Liste: 2025-06-30 Name: Schule GstNr.: 41/4                                                                                                  |
| ja   | Datei hochladen | Gemeindeamt HERIS-ID: 77408 Objekt-ID: 91037                                         | Simon Hafnerplatz 2 Standort KG: Unzmarkt     | | BDA-Hist.: Q38149214 Status: § 2a Stand der BDA-Liste: 2025-06-30 Name: Gemeindeamt GstNr.: .44                                                                                              |
| ja   | Datei hochladen | Brunnen HERIS-ID: 77438 Objekt-ID: 91067                                             | bei Simon Hafnerplatz 4 Standort KG: Unzmarkt | Der gusseiserne Schalenbrunnen in der Mitte des Platzes stammt vom Ende des 19. Jahrhunderts. | BDA-Hist.: Q38149353 Status: § 2a Stand der BDA-Liste: 2025-06-30 Name: Brunnen GstNr.: 754 Fountain at Simon Hafnerplatz, Unzmarkt                                                          |
| ja   | Datei hochladen | Wohnhaus HERIS-ID: 77398 Objekt-ID: 91026                                            | Simon Hafnerplatz 8 Standort KG: Unzmarkt     | | BDA-Hist.: Q38149179 Status: § 2a Stand der BDA-Liste: 2025-06-30 Name: Wohnhaus GstNr.: .17/1                                                                                               |
| ja   | Datei hochladen | Kath. Pfarrkirche hl. Magdalena und ehem. Friedhof HERIS-ID: 77415 Objekt-ID: 91044  | Standort KG: Unzmarkt                         | → Hauptartikel : Pfarrkirche Unzmarkt f1 | BDA-Hist.: Q38149278 Status: § 2a Stand der BDA-Liste: 2025-06-30 Name: Kath. Pfarrkirche hl. Magdalena und ehem. Friedhof GstNr.: .3, 31 Pfarrkirche Unzmarkt                               |